# Kamikōchi
Kamikōchi (上 高地 Altopiani superiori) è una valle dei monti Hida nella parte occidentale della prefettura di Nagano, in Giappone. Facente parte del parco nazionale di Chūbu-Sangaku, è designato come patrimonio culturale del Giappone ed è incluso nella lista dei monumenti naturali speciali (特別天然記念物 tokubetsu tennen kinenbutsu) e dei luoghi speciali di bellezza paesaggistica ((特別名勝 tokubetsu meishō).

## Descrizione

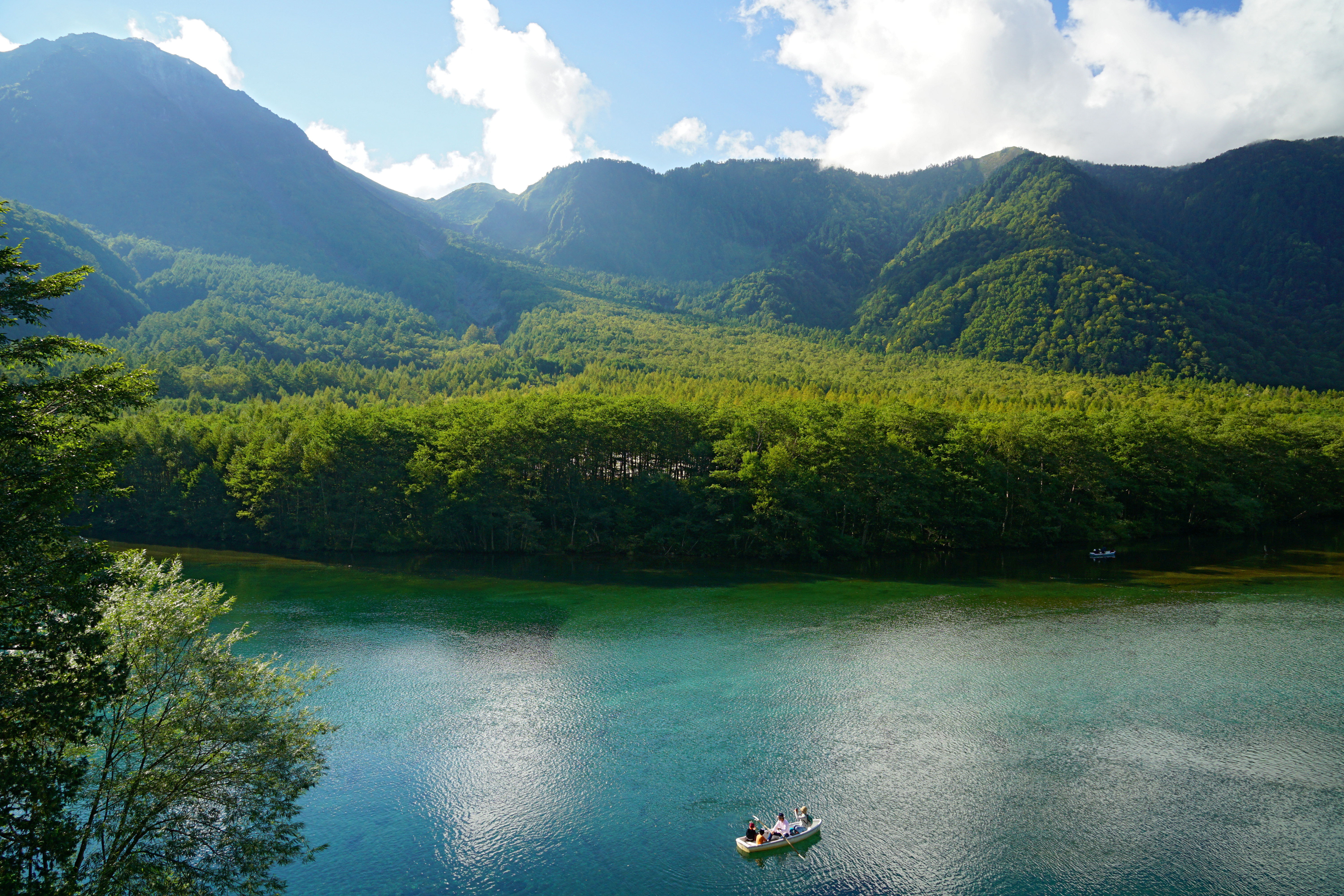
Il lago Taishō

Kamikōchi è una valle di montagna lunga circa 16 km. La sua altezza media è compresa tra circa 1400 m all'estremità sud e circa 1600 m all'estremità nord.
Kamikōchi si trova nei Monti Hida, facenti parte del settore settentrionale delle Alpi giapponesi. Le montagne circostanti raggiungono i 3.190 m sul livello del mare. Kamikōchi è delimitato sul suo versante occidentale dal Monte Hotaka e all'estremità meridionale dal Monte Yake, un vulcano attivo.
Il fiume Azusa scorre attraverso la valle ed alimenta il lago Taishō, nato durante l'era Taishō della storia giapponese da cui il nome a seguito di un'eruzione del Monte Yake avvenuta nel 1915.
A causa della topografia della valle, si registrano un discreto numero di paludi e stagni; in particolare sono alquanto famosi gli stagni di Tashiro e Myojinla e la palude di Takezawa. Poiché le acque sono principalmente derivanti dallo scioglimento delle nevi o da acquiferi sotterranei, la temperatura dell'acqua è fredda, anche in piena estate. La zona Tokusawa all'estremità settentrionale della valle serviva da pascolo per cavalli e bestiame fino al 1934, quando l'area fu completamente integrata nel parco.

## Accesso e trasporto
A causa della protezione dell'intera valle di Kamikōchi all'interno del parco nazionale di Chūbu-Sangaku, l'accesso stradale è consentito solo per navette, taxi, veicoli forestali e manutentori. Dal 1994, l'ingresso di veicoli privati è stato limitato nel parco oltre il tunnel di Kama, sia per la gestione del traffico che per l'ambiente.

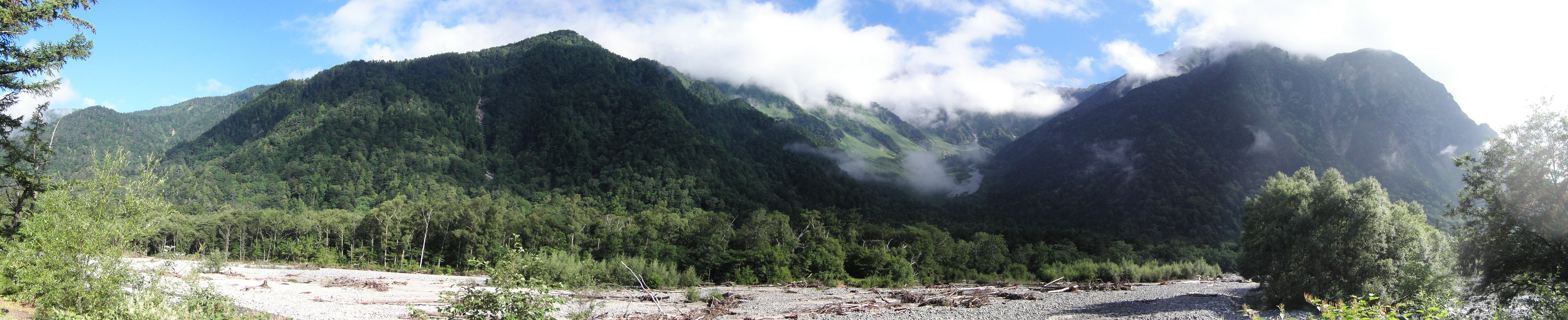
Il monte Hotaka visto da Kamikōchi